# Penstemon laxus
Penstemon laxus är en grobladsväxtart som beskrevs av Aven Nelson. Penstemon laxus ingår i släktet penstemoner, och familjen grobladsväxter. Inga underarter finns listade i Catalogue of Life.